# پارویر ماسیکیان
پارویر زاکاریای ماسیکیان (ارمنی: Պարույր Զաքարիայի Մասիկյան؛ انگلیسی: Paruyr Masikyan زادهٔ ۴ اکتبر ۱۹۱۴ - درگذشته ۵ سپتامبر ۱۹۸۹)، نثرنویس، موسیقی‌دان و نمایشنامه‌نویس اهل ارمنستان بود.

## زندگی‌نامه
وی در ۴ اکتبر ۱۹۱۴ در آدانا به دنیا آمد و از مدرسه بربریان، دانشگاه آزاد بروکسل، دانشگاه پاریس فارغ‌التحصیل شد.  وی در ۵ سپتامبر ۱۹۸۹ در سن ۷۴ سالگی در قاهره درگذشت.